# Stanisław Wojtasik
Stanisław Wojtasik (ur. 20 lutego 1942) – polski działacz samorządowy, przedsiębiorca, w latach 1986–1990 prezydent Bełchatowa

## Życiorys
Pochodzi z Bełchatowa, zamieszkał w Bujnach Szlacheckich. Pracę zawodową rozpoczął w 1962 jako referent w administracji miejskiej Bełchatowa. W 1972 objął stanowisko dyrektora nowo utworzonego powiatowego domu kultury. W latach 80. został naczelnikiem Bełchatowa, a od 1 stycznia 1986 pierwszym prezydentem Bełchatowa (miasto zyskało wówczas status prezydenckiego po przekroczeniu liczby 50 tysięcy mieszkańców). Zajmował to stanowisko do rezygnacji w lutym 1990. W III RP zajął się działalnością biznesową jako wspólnik i członek zarządów różnych przedsiębiorstw m.in. z branży technologicznej. W 2006 kandydował do rady powiatu bełchatowskiego z listy Porozumienia Obywatelskiego Powiatowa Inicjatywa Samorządowa.